# Ugonna Uzochukwu
Ugonna Meshark Uzochukwu (3 novembre 1992) è un ex calciatore nigeriano, di ruolo centrocampista.